# Internationaux de Strasbourg 1996
L'Internationaux de Strasbourg 1996 è stato un torneo di tennis giocato sulla terra rossa.
È stata la 10ª edizione del Internationaux de Strasbourg, che fa parte della categoria Tier III nell'ambito del WTA Tour 1996. Si è giocato a Strasburgo in Francia, dal 20 al 25 maggio 1996.

## Campionesse

### Singolare
Lindsay Davenport ha battuto in finale  Barbara Paulus con il punteggio di 6–3, 7–6

### Doppio
Yayuk Basuki /  Nicole Bradtke hanno battuto in finale  Marianne Werdel-Witmeyer /  Tami Whitlinger-Jones con il punteggio di 5–7, 6–4, 6–4